# 瀧之下號誌站
瀧之下號誌站（日语：／ Takinoshita shingōjō */?）位於日本北海道夕張郡栗山町瀧之下，是北海道旅客鐵道（JR北海道）石勝線上的號誌站。

## 車站構造
擁有2線可供會車。號誌站兩端的轉轍器設有防雪廊（snow shelter），避免轉轍器凍結。
自啟用以來就一直是不配置站員的無人號誌站。

## 車站周邊
由於鄰近北海道企業局所屬瀧之下水壩（滝ノ下ダム），附近有水壩與發電廠等設施及少部分的住家。

## 历史
- 1981年（昭和56年）10月1日 - 日本國有鐵道瀧之下號誌站設立。
- 1987年（昭和62年）4月1日 - 國鐵分割民營化後，由JR北海道接收管理。

## 相鄰車站
北海道旅客鐵道（JR北海道）
■石勝線
川端（K17）－（瀧之下信號場）－（瀧之上信號場）－（十三里信號場）－新夕張（K20）

## 相關連結
- 瀧之下號誌站 （页面存档备份，存于）